# 圣巴尔托洛梅德皮纳雷斯
圣巴尔托洛梅德皮纳雷斯，是西班牙卡斯蒂利亚-莱昂阿维拉省的一个市镇。总面积75平方公里，总人口720人（2001年），人口密度9.6人/平方公里。